# Pristiterebra bifrons
Pristiterebra bifrons é uma espécie de gastrópode do gênero Pristiterebra, pertencente a família Terebridae.